# Završje Začretsko
Završje Začretsko is een plaats in de gemeente Sveti Križ Začretje in de Kroatische provincie Krapina-Zagorje. De plaats telt 39 inwoners (2001).